# Stazione di Takezawa
La stazione di Takezawa (竹沢駅?, Takezawa-eki) è una stazione ferroviaria situata nella cittadina di Ogawamachi della prefettura di Saitama in Giappone, ed è servita dalla linea Hachikō della JR East. Con una media di 31 passeggeri al giorno, è la stazione meno utilizzata nella prefettura di Saitama.

## Linee
JR East
■ Linea Hachikō

## Struttura
La stazione è dotata di due marciapiedi laterali con due binari passanti in superficie.
| 1 | ■ Linea Hachikō | per Ogawamachi, Yorii, Gunma-Fujioka e Takaski |
| 2 | ■ Linea Hachikō | per Komagawa, Haijima e Hachiōji               |

## Stazioni adiacenti
| «             | Servizio      | »             |
| Linea Hachikō | Linea Hachikō | Linea Hachikō |
| ------------- | ------------- | ------------- |
| Ogawamachi    | Locale        | Orihara       |